# 西早稲田天祖神社
西早稲田天祖神社（にしわせだてんそじんじゃ） は、東京都新宿区西早稲田に鎮座している神社。正式名称は天祖神社。

## 概要
大坂夏の陣後豊臣秀吉の遺臣小泉源兵衛らが江戸に逃れ、当時荒地だった源兵衛村付近を開墾し、源兵衛村を作った。小泉源兵衛は伊勢の内宮外宮に参籠して霊感を受け、1645年（正保2年）に当社を創建したとされる。
1867年（慶応3年）までは、豊嶋郡高田村真言宗豊山派神靈山金乗院が、別当寺となっていた。長らく「神明宮」「神明神社」と称していたが、1870年（明治3年）の大教宣布により天祖神社に改称する。

以降、東京府南豊島郡源兵衛村、豊多摩郡戸塚町大字源兵衛、東京市淀橋区→東京都新宿区戸塚町二丁目の鎮守となる。

1894年（明治27年）本社普請の際にそれまで境内にあった四祭神（諏訪神社・須賀神社・稲荷神社・厳島神社）を合祀。

## 氏子地域
- 新宿区西早稲田二丁目11･13･15･18･21（いずれも各一部）
- 西早稲田三丁目15～31
- 高田馬場一丁目4･5･6･17･25･26･27･36（いずれも各一部）
- 高田馬場二丁目1～17

※上記はいずれも元の新宿区戸塚町二丁目の地域。

## 祭事・年中行事
例祭は9月第一土・日曜日。本祭は三年に一度。

## 所在地・交通
東京都新宿区西早稲田3-17
- 都電荒川線面影橋停留場から徒歩5分
- 東京メトロ副都心線西早稲田駅から徒歩10分
- 山手線・西武新宿線・東京メトロ東西線高田馬場駅から都営バス学02・飯64・上69の各系統で西早稲田停留所下車、徒歩3分

## 備考
社務所は無い。神札は近隣の水稲荷神社にて授与される。